# ミゲル・ホワイト
ミゲル・ホワイト（Miguel S. White、1909年10月9日 - 1942年8月30日）は、フィリピン系アメリカ人の陸上競技選手。フィリピン代表として1936年ベルリンオリンピックに出場し、男子400mハードルで銅メダルを獲得した。